# Dasineura medicaginis
Dasineura medicaginis är en tvåvingeart som först beskrevs av Bremi 1847.  Dasineura medicaginis ingår i släktet Dasineura och familjen gallmyggor. Inga underarter finns listade i Catalogue of Life.